# Чарна-Тарновска
Чарна-Тарновска (пол. Czarna Tarnowska) — пассажирская и грузовая железнодорожная станция в селе Чарна в гмине Чарна, в Подкарпатском воеводстве Польши. Имеет 1 платформу и 2 пути.
Нынешняя станция Чарна-Тарновска была построена под названием «Чарна» на линии Галицкой железной дороги имени Карла Людвига в 1856 году, когда эта территория была в составе Королевства Галиции и Лодомерии.
Нынешнее название станция носит с 1858 года.